# 小行星4247
小行星4247（4247 Grahamsmith）是一颗绕太阳运转的小行星，为主小行星带小行星。该小行星于1983年11月28日发现。

## 轨道参数
小行星4247的轨道半长轴为3.1797657 UA，离心率为0.229。